# Alpes-de-Haute-Provence
Alpes-de-Haute-Provence (04; Occitaans: Aups de Provença Auta) is een Frans departement, gelegen in de regio Provence-Alpes-Côte d'Azur, aan de Italiaanse grens. De prefectuur is Digne-les-Bains.

## Geschiedenis
Het departement was een van de 83 departementen die werden gecreëerd tijdens de Franse Revolutie, op 4 maart 1790 door uitvoering van de wet van 22 december 1789. Het werd gevormd door het noordelijk deel van de Provence en kreeg de naam Basses-Alpes. Het draagt de naam "Lage Alpen" omdat, in 1790, de Alpen zich slechts uitstrekten over twee Franse departementen: Hautes-Alpes en Basses-Alpes.
Het departement verloor het kanton Sault in 1793 bij het vormen van het departement Vaucluse (prefectuur: Avignon). In hetzelfde jaar zou ook het departement Alpes-Maritimes ontstaan, na de annexatie van Nice. Het hoogste punt van de Basses-Alpes, de Aiguille de Chambeyron (3.412 m), was echter wel hoger dan dat van de nieuwe Alpes-Maritimes (3.297 m).
In 1970 werd de naam van de Basses-Alpes veranderd naar Alpes-de-Haute-Provence.

## Geografie
Alpes-de-Haute-Provence is omgeven door de departementen Alpes-Maritimes, Var, Vaucluse, Drôme en Hautes-Alpes alsook door Italië.
Belangrijke stad: Manosque, grootste stad van het departement, terwijl het zelfs geen onder-prefectuur is.
Waterlopen: Durance, Verdon, Bléone, Ubaye, Var, Buëch, Jabron, Largue.
Op de grens met departement Var ligt de Verdon (regionaal natuurpark).
Alpes-de-Haute-Provence bestaat uit vier arrondissementen:
- Barcelonnette
- Castellane
- Digne-les-Bains
- Forcalquier

Alpes-de-Haute-Provence bestaat uit 15 kantons.
- Kantons van Alpes-de-Haute-Provence.

Alpes-de-Haute-Provence bestaat uit 198 gemeenten (stand op 1 januari 2018).
- Lijst van gemeenten in het departement Alpes-de-Haute-Provence

## Demografie
Inwoners van Alpes-de-Haute-Provence noemt men de Bas-Alpins.
De bevolking van Alpes-de-Haute-Provence was vroeger gelijkmatig verdeeld over het grondgebied, inbegrepen de berggebieden waar de landbouw goed ontwikkeld was. Maar vanaf het midden van de negentiende eeuw verminderde de bevolking door een grote plattelandsvlucht. Van meer dan 150.000 inwoners viel het na de Eerste Wereldoorlog terug tot minder dan 100.000 inwoners. Men moest ten slotte wachten tot 1960 alvorens de bevolking weer fors aangroeide, van 84.335 inwoners in 1954 tot 161.916 in 2013. Momenteel is de bevolkingsgrootte ongeveer deze van 150 jaar geleden, maar de spreiding over het gebied verschilt zeer met toen. De bevolking concentreert zich nu vooral in de valleien en rond de 2 belangrijke steden: Manosque en Digne-les-Bains, terwijl de berggebieden nu bijna verlaten zijn; de helft van de dorpen telt minder dan 250 inwoners, 9 dorpen hebben minder dan 50 inwoners, Majastres telt er welgeteld 3 (cijfers 2015) en vele gehuchten zijn nu onbewoond.
De arrondissementen Barcelonnette en Castellane zijn de twee arrondissementen met het minste aantal inwoners van Frankrijk (de enige met minder dan 10.000 inwoners). De gemeente Castellane is ook de kleinste onder-prefectuur van Frankrijk.

### Demografische evolutie sinds 1962
| Naam                    | Index 1962 | Index 1968 | Index 1975 | Index 1982 | Index 1990 | Index 1999 | Index 2008 | Index 2019 |
| ----------------------- | ---------- | ---------- | ---------- | ---------- | ---------- | ---------- | ---------- | ---------- |
| Alpes-de-Haute-Provence | 100,0      | 114,1      | 122,1      | 129,6      | 142,5      | 152,0      | 172,0      | 178,9      |
| Frankrijk*              | 100,0      | 107,1      | 113,3      | 117,0      | 121,9      | 126,0      | 133,8      | 140,1      |

| Naam                    | Inw./Km² 1962 | Inw./km² 1968 | Inw./km² 1975 | Inw./km² 1982 | Inw./km² 1990 | Inw./km² 1999 | Inw./km² 2008 | Inw./km² 2019 |
| ----------------------- | ------------- | ------------- | ------------- | ------------- | ------------- | ------------- | ------------- | ------------- |
| Alpes-de-Haute-Provence | 13,3          | 15,1          | 16,2          | 17,2          | 18,9          | 20,2          | 22,8          | 23,7          |
| Frankrijk*              | 84,2          | 90,1          | 95,4          | 98,5          | 102,7         | 106,1         | 112,7         | 119,7         |

Frankrijk* = exclusief overzeese gebieden
Bron: Recensement Populaire INSEE - 1962 tot 1999 population sans doubles comptes, nadien Population Municipale
Op 1 januari 2022 had Alpes-de-Haute-Provence 167.179 inwoners.

### De 10 grootste gemeenten in het departement
| Nr. | Gemeente                   | Aantal inwoners (2022) |
| --- | -------------------------- | ---------------------- |
| 1   | Manosque                   | 22.807                 |
| 2   | Digne-les-Bains            | 17.694                 |
| 3   | Sisteron                   | 7.776                  |
| 4   | Oraison                    | 6.042                  |
| 5   | Forcalquier                | 5.142                  |
| 6   | Château-Arnoux-Saint-Auban | 5.095                  |
| 7   | Villeneuve                 | 4.386                  |
| 8   | Les Mées                   | 3.992                  |
| 9   | Pierrevert                 | 3.943                  |
| 10  | Sainte-Tulle               | 3.530                  |

## Afbeeldingen

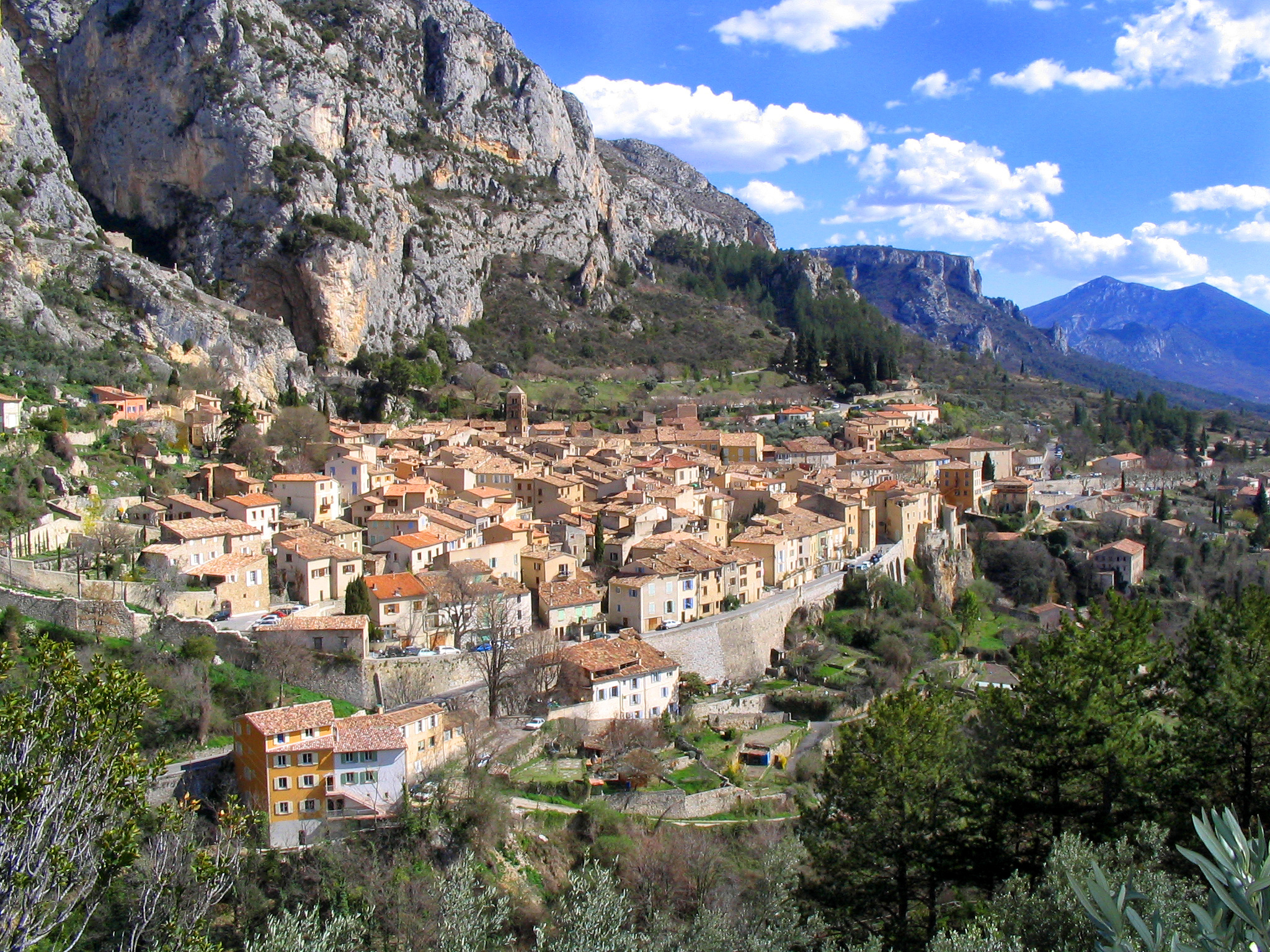
Moustiers-Sainte-Marie
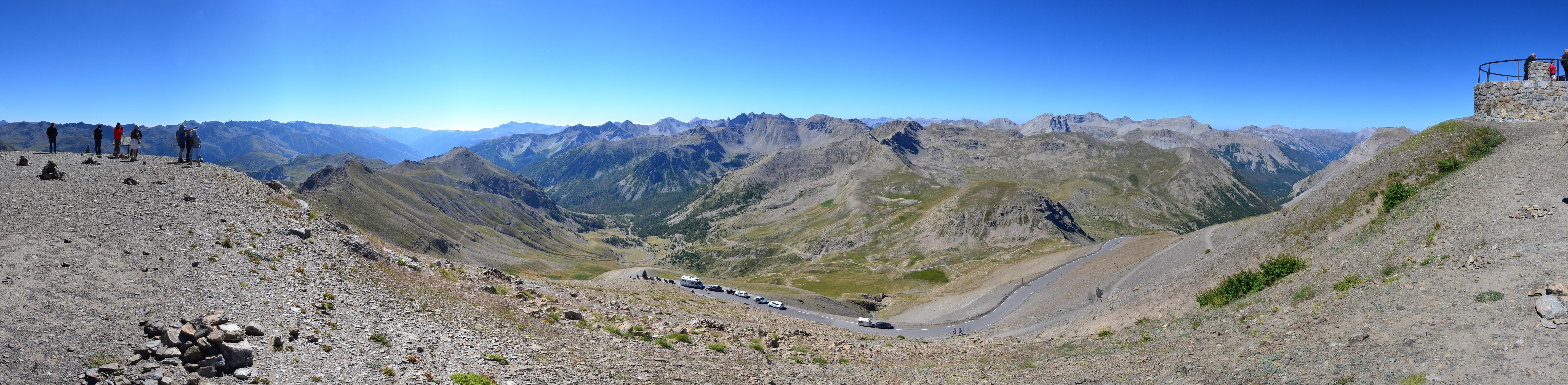
Op de Col de la Bonette
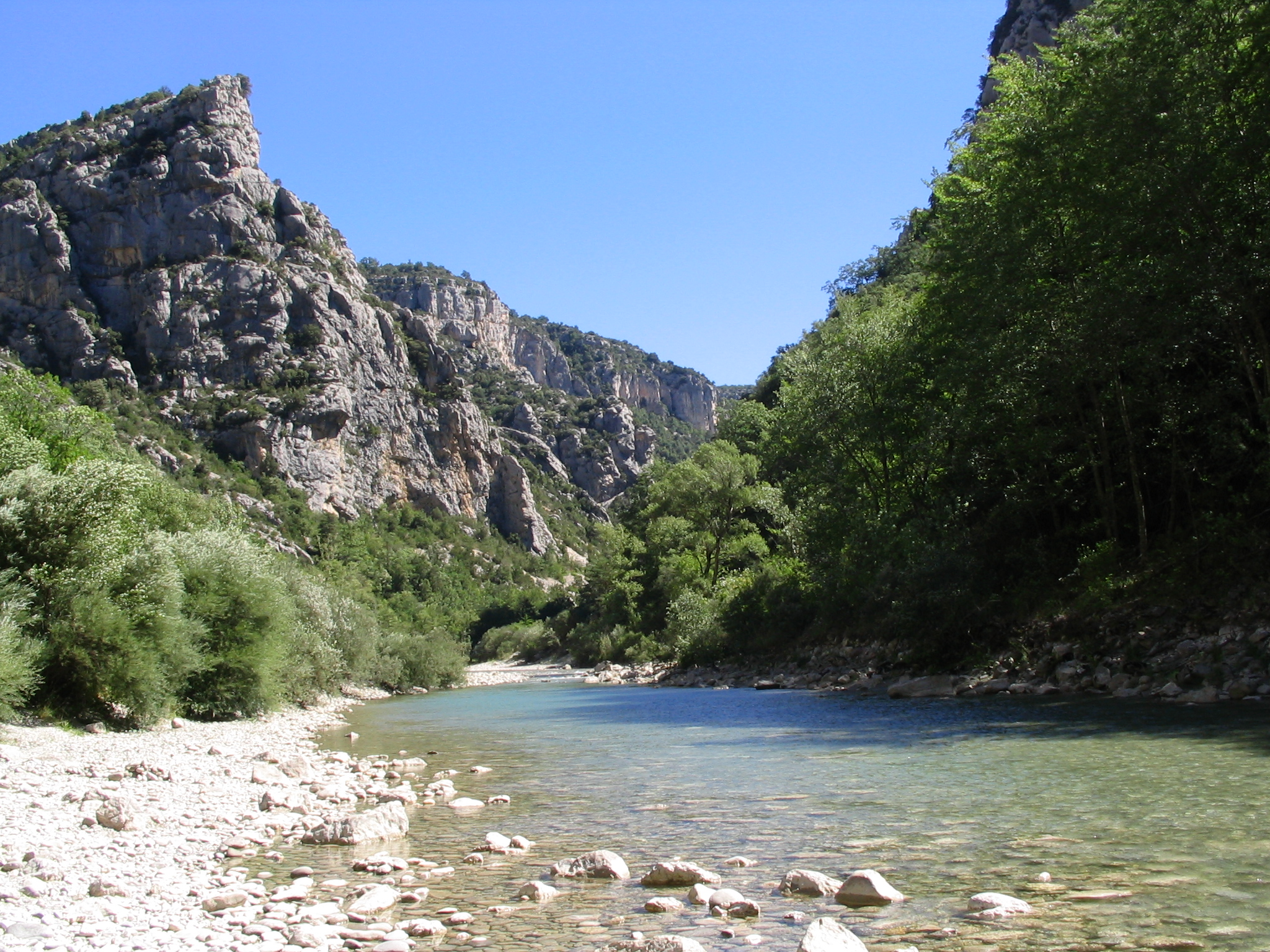
De Gorges du Verdon
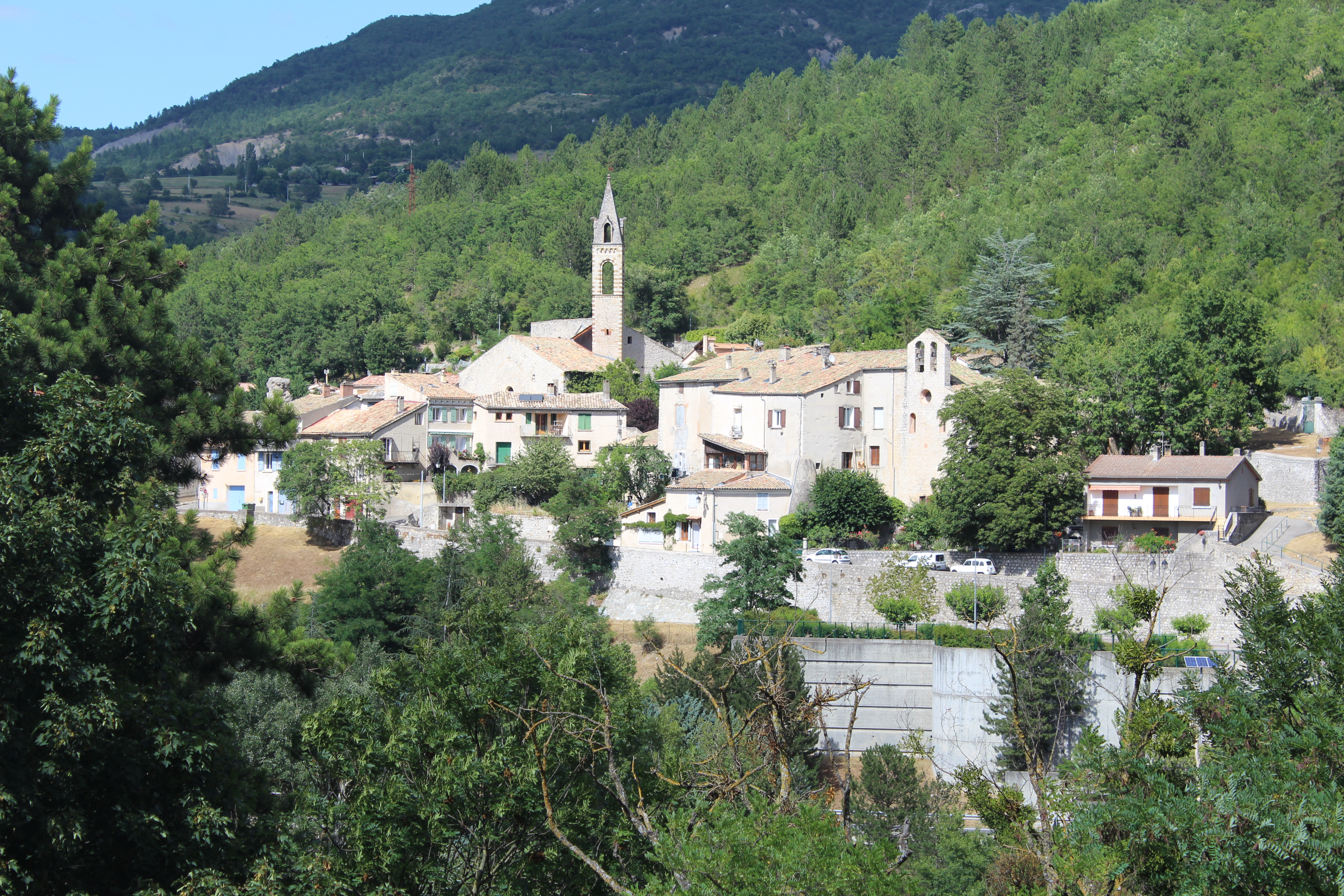
Zicht op Sisteron
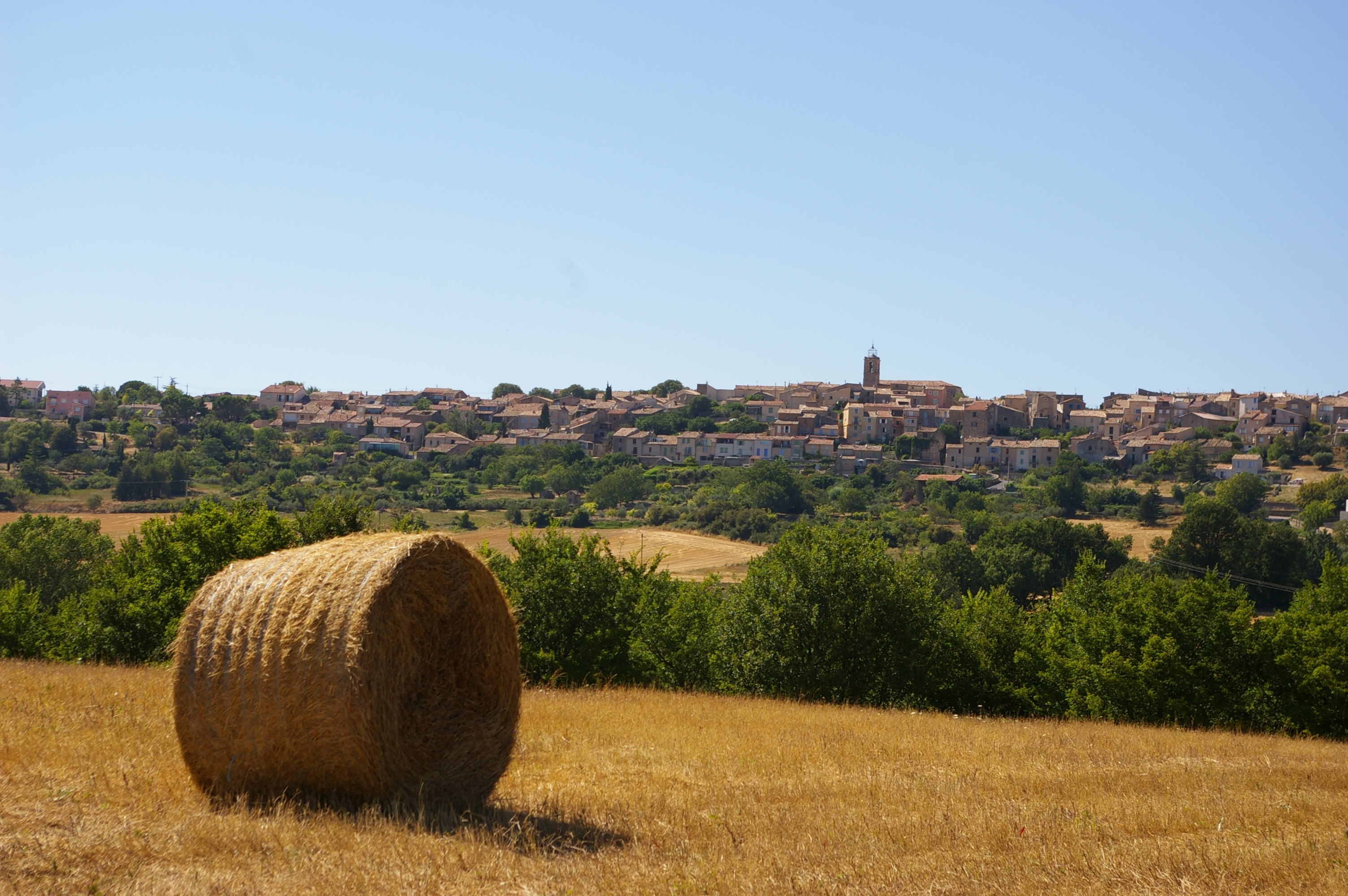
Landschap bij Puimoisson
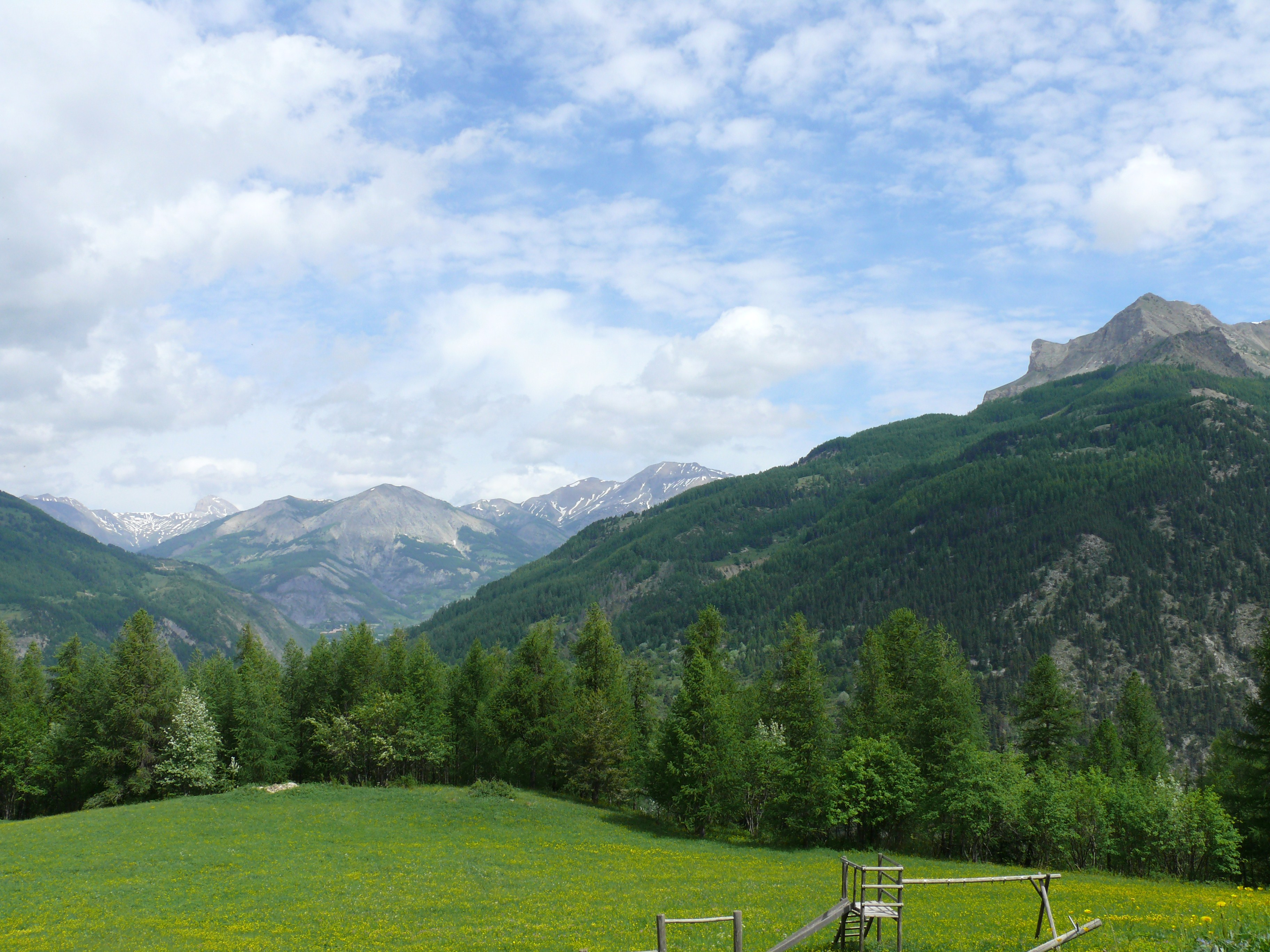
Landschap bij Colmars
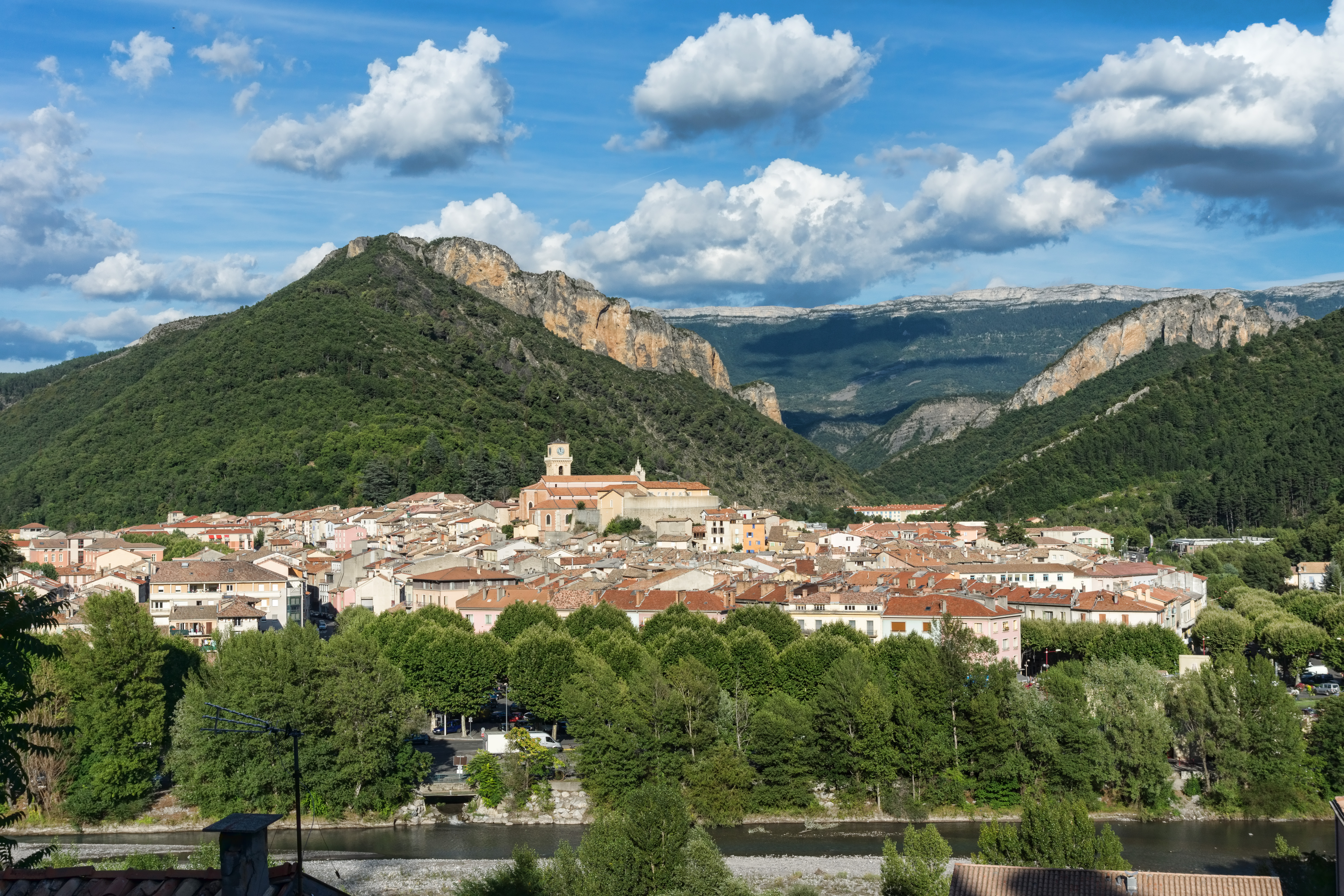
Digne-les-Bains